# Marius Căta-Chiţiga
Marius Căta-Chiţiga   (Timișoara, 13 de febrer de 1960) és un jugador de voleibol romanès, ja retirat, que va competir entre les dècades de 1970 i 1990.
El 1980 va prendre part en els Jocs Olímpics d'Estiu de Moscou, on guanyà la medalla de bronze en la competició de voleibol. En el seu palmarès també destaca una medalla d'or a les Universíades de 1981.
A nivell de clubs va jugar al Poli Timișoara (1975-1977), al Dinamo București, amb qui guanyà deu lligues romaneses i la Recopa d'Europa de 1979. Posteriorment fixà pel Panellinios Atena (1992-1994) i el Rapid Bucuresti (1994-1996). Una vegada retirat va exercir d'entrenador en diferents equips.